# Нік Кейв
Нік Кейв (англ. Nick Cave | nɪk keɪv |, повне ім'я — Ніколас Едуард Кейв, англ. Nicholas Edward Cave; *22 вересня 1957) — австралійський рок-музикант, поет, письменник, автор музики до фільмів, сценарист. Лідер гуртів Grinderman, Nick Cave and the Bad Seeds, The Birthday Party, Boys Next Door.
Народився у місті Варракнабіл, Австралія. Під час навчання в художньому коледжі Кейв зустрів Міка Харві, з яким організовував практично всі свої наступні музичні проєкти. Першим проєктом став наприкінці 1970-х рр. гурт Boys Next Door, що проіснував до 1980-го року. Наступні роки Кейв очолює гурт The Birthday Party, який 1983-го року вирушив до Європи і розпався.
У 1984 р. створив Nick Cave and the Bad Seeds, найбільшу популярність здобувають випущені цим гуртом альбоми Let Love In, Henry's Dream і Murder Ballads. В 2006 р. створив квартет «Grinderman» на основі гурту, що супроводжувала його під час т. зв. «сольних» турне.
Нік Кейв також знаний як автор ряду поетичних збірок, двох романів та сценарію до фільму-вестерну «Пропозиція» (англ. The Proposition).

## Молоді роки та навчання
Кейв народився в маленькому містечку Варракнабіл у штаті Вікторія, Австралія, в родині Доуна (Dawn) та Колін (Colin) Кейв та спочатку був названий Бенджаміном Дугласом Нешем (Benjamin Douglas Nash). У нього є два брати: Тім (нар. 1952) та Пітер (нар. 1954) і сестра Юлія (нар. 1959). В дитинстві він жив у Варракнабілі, а потім у Вангаратті в переважно сільському штаті Вікторія. Його батько був учителем англійської мови та адміністратором, а також великим шанувальником літератури, а мати була бібліотекарем. Його дід, Френк Дж. Кейв, був відомим радіодиктором та продюсером документальних фільмів.
Вихований в дусі англіканства, Кейв співав у хорі хлопчиків у Вангараттському соборі. З дитинства він відчував відразу до порядків, притаманних малим містечкам Австралії, і він часто мав проблеми з дирекцією місцевої школи, так що в 1970 році батьки відправили його до школи-інтернату при Колфілдівській гімназії Caulfield Grammar School в Мельбурні. Там Кейв вступив у шкільний хор під управлінням Нормана Кея (Norman Kaye). Крім того, він виграв від того, що в його гуртожитку було фортепіано. Наступного року його сім'я переїхала до Муррумбіни (Murrumbeena), передмістя Мельбурна, отже, Кейв продовжив відвідувати школу-інтернат, але вже живучи вдома. Кейву було 19, коли його батько загинув в автомобільній катастрофі. Кейв дізнався про це в той момент, коли його мати Доун звільнила його під заставу з Сейнт-Кілдівського (St Kilda) поліцейського відділку, куди він потрапив за звинуваченням у крадіжці зі зломом. Кейв пізніше згадував, що його батько «помер в той момент мого життя, коли я найбільш заплутався», та «втрата мого батька створила у моєму житті вакуум, простір, у якому мої слова почали плавати, збиратися до купи та знаходити своє призначення».
Після закінчення середньої школи Кейв протягом 1976-го року вивчав живопис в Колфілдському технологічному інституті (нині Університет Монаш, Колфілдівський кампус), але покинув навчання в 1977 році заради музики. В цей час він також почав вживати героїн. 28 березня 2008 р. Університет Монаш надав Кейву звання Почесного доктора права.

## Музична кар'єра

### Ранні роки та «The Birthday Party» (1973—1984)
У 1973 році Кейв зустрів Міка Гарві (гітара), Філа Калверта (ударні), Джона Cochivera (гітара), Бретт Перселл (бас) та Кріса Койна (саксофон), однокурсників з Колфілдського технологічного інституту. Вони заснували групу, в якій Кейв став вокалістом. Репертуар групи складався з протопанківських кавер-версій пісень Лу Ріда, Девіда Боуї, Еліс Купер, Roxy Music, Алекса Харві та інших. Пізніше склад скоротився до чотирьох осіб, включаючи друга Кейва Трейсі П'ю на басу. 1977 року після закінчення інституту вони взяли назву «The Boys Next Door» та почали грати переважно власний матеріал. Гітарист і автор пісень Роуланд С. Говард (Rowland S. Howard) приєднався до групи в 1978 році.
З 1977 р. до розпаду групи в 1984 р., коли вони вже були знані як «The Birthday Party», група випробовувала різні стилі. Вони були частиною панк-сцени Мельбурна наприкінці 1970-х, відігравши сотні живих концертів в Австралії, перш ніж змінити свою назву на «The Birthday Party» в 1980 році та переїхати до Лондона, а потім до Західного Берліна. Австралійська подруга та муза Кейва, Аніта Лейн, супроводжувала їх до Лондона. Група стала відомою своїми провокативними живими виступами, під час яких Кейв верещав, ревів та кидався по сцені під жорсткий рок з «вплетеним» гітарним фідбеком. У той час Кейв став постійним членом лондонського готичного клубу Batcave.
Ставши культовою групою в Європі та Австралії, «The Birthday Party» розпалися у 1984 році. Говарду та Кейву було важко продовжувати працювати разом та обидва були виснажені вживанням алкоголю та наркотиків.

### Поточна кар'єра з «The Bad Seeds» (з 1984)
Група, в якій Кейв є лідером та фронтменом, випустила чотирнадцять студійних альбомів. Їх останній альбом, «Dig, Lazarus, Dig!», вийшов 8 квітня 2008 року. Критики Стівен Томас Ерльюін і Стів Хьюї пишуть: "Разом з «Bad Seeds», Кейв продовжує досліджувати своє занурення в теми релігії, смерті, любові, Америки та насильства за допомогою дивних, іноді свідомо еклектичних гібридів блюзу, госпелу, року та арт-пост-панку, хоча й в стриманішій манері, ніж його роботи з «The Birthday Party». «Pitchfork Media» називає гурт одним з «найвитриваліших, найдоблесніших» рок-гуртів, з доконаною дискографією.
Кейв та гурт курували музичний фестиваль "All Tomorrow's Parties", перший в Австралії, по всій країні в січні 2009 року.

## Особисте життя
Зустрічався з Анітою Лейн (Anita Lane), учасницею «Nick Cave and the Bad Seeds» з кінця 1970-х до середини 1980-х рр. Вона мала беззаперечно сильний вплив на Кейва і його роботу, часто позиціонується як його «муза». Всупереч цьому Кейв і Лейн записувалися разом рідко. Найвідоміший плід співпраці — епізодична поява Лейн у кавер-версії Кейва «Death Is Not The End» Боба Ділана (альбом Murder Ballads) і кавер-версія пісні Serge Gainsbourg / Jane Birkin «Je t'aime / I love you nor do I». Лейн — співавторка тексту заголовного треку з From Her to Eternity, а також пісні «Stranger Than Kindness» (Your Funeral, My Trial). Кейв, Лідія Ланч і Лейн разом склали гумористичну книгу під назвою «AS-FIX-E-8» в стилі пізнього «Pussy Galore» / фільмів Руса Меєра.
Після завершення дебютного роману «І побачить ослиця ангела Божого» Кейв полишає Західний Берлін незадовго до падіння Берлінської стіни і вирушає до Сан-Паулу, Бразилія, де зустрічає бразильську журналістку Вів'єн Карнейру (Viviane Carneiro). 10 травня 1991 року народжується син Люк, але у шлюбі вони ніколи не були.
Другий син Ніка Кейва Джетро (нар. 1991) живе в Австралії зі своєю матір'ю Beau Lazenby і будує кар'єру моделі.
Недовгі, але бурхливі, відносини з Пі Джей Харві у середині 1990-х рр. залишили відчутний слід у стилі Кейва: альбом Murder Ballads, записаний у той час (1995), приніс групі наймасштабніший успіх (після кліпів Henry lee (із Пі Джей Харві) і Where The Wild Roses Grow (з Кайлі Міноуг) MTV Кейва номіновано як «найкращого чоловічого виконавця 1996»), а наступний за ним The Boatman's Call вважається його творчим акме.
Британську модель Сьюзі Бік він зустрів 1997 року. Зірка з обкладинки альбому # Phantasmagoria Phantasmagoria (1985) групи The Damned і модель Вів'єн Вествуд, вона кинула свою роботу, і влітку 1999 р. відбулося весілля. Двійнята — Артур та Ерл — з'явилися у шлюбі у 2000 р. Подружжя деякий час мешкало у плавучому будинку поблизу Хоува. Зараз вони живуть у Брайтон і Хоув, Англія.
Кейв виконав «Into My Arms» на телетрансляції похоронуМайкла Хатченса (Michael Hutchence), але відмовився грати перед камерами. Кейв є хрещеним батьком єдиної дитини Хатченса — дочки Хевенлі Хіраані Тайґер Лілі Хатченс (Heavenly Hiraani Tiger Lily).
15 липня 2015 року у віці 15 років загинув один із двійнят, Артур, упавши з обриву в районі британського міста Брайтон.

### Ставлення до релігії

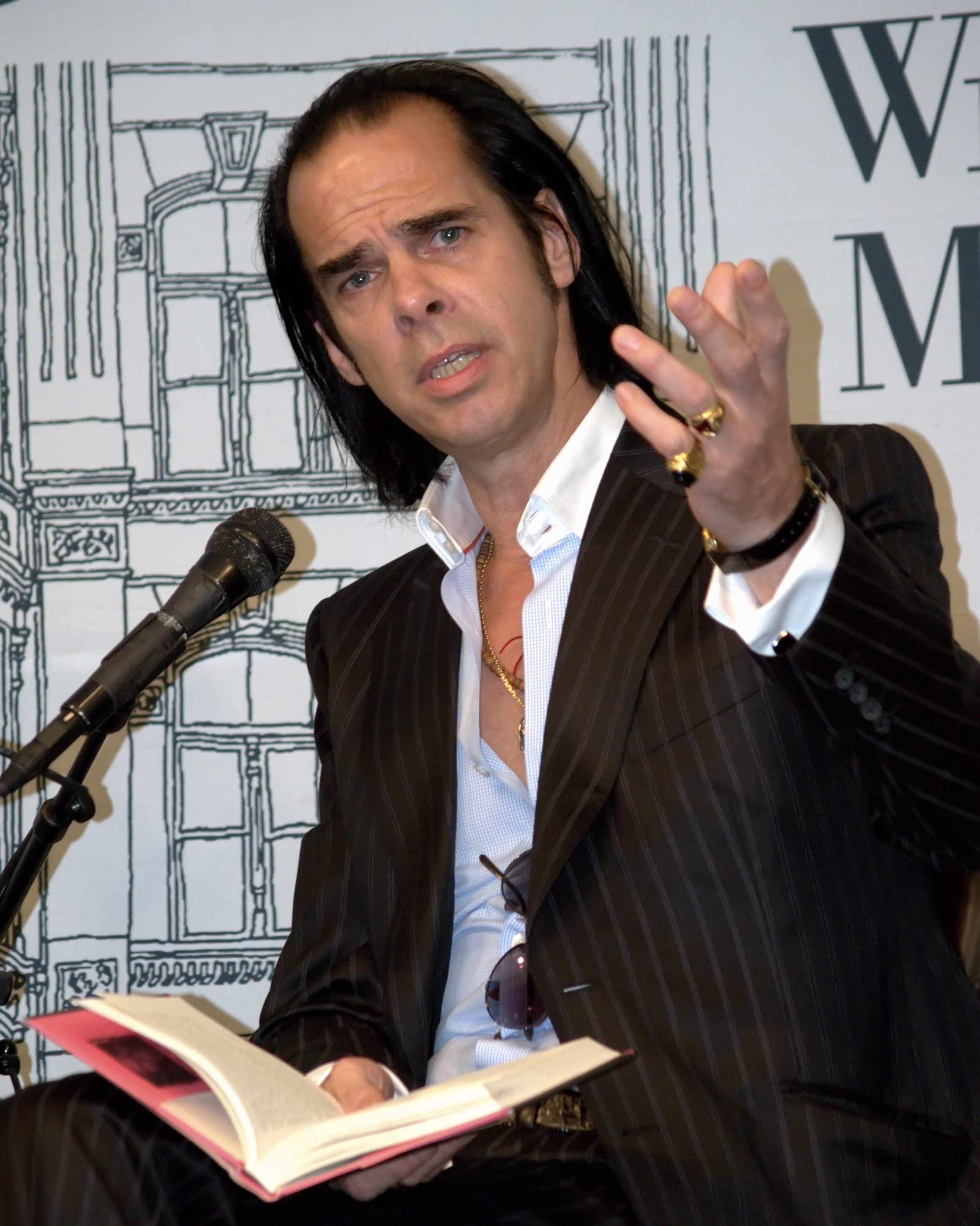
На презентації книги «Смерть Банні Манро», 2009 рік

У минулому Кейв називав себе християнином. У виданих ним лекціях з музики та написання пісень він стверджував, що кожна щира пісня про кохання — це пісня до Бога (для Бога; від Бога: song for God), а також приписував пом'якшення (і дозрівання) своєї музики переміщенню фокуса зі Старого Завіту на Новий. Він не належить до конкретної конфесії і відділив себе від релігії як від «чисто американського явища, яке вкрало, приватизувало ім'я Бога». В інтерв'ю The Guardian у 2009 році він сказав: «Чи вірю особисто я у персоніфікованого Бога? Ні.»
У недавній (2010) статті Los Angeles Times роз'яснено: «Я не релігійний, я не християнин, але я залишаю за собою право на віру у можливість існування Бога. Це як спроба довести те, що довести неможливо… Я критично ставлюся до [офіційних] релігій, до того, скільки руйнування вони приносять. Але як музикант і як творець я вважаю, що мені без цього не обійтися — без частинки божественного, яка пронизує наскрізь мої пісні».

## Підтримка України
Під час повномасштабного російського вторгнення в Україну, яке є частиною російсько-української війни австралійський рок-музикант Нік Кейв, лідер гурту Nick Cave and the Bad Seeds, виступив з підтримкою України через вторгнення російських військ на нашу територію. Знаменитий гурт скасував концерти в росії та Україні.

## Дискографія
Boys Next Door
- Door Door (1979)

The Birthday Party

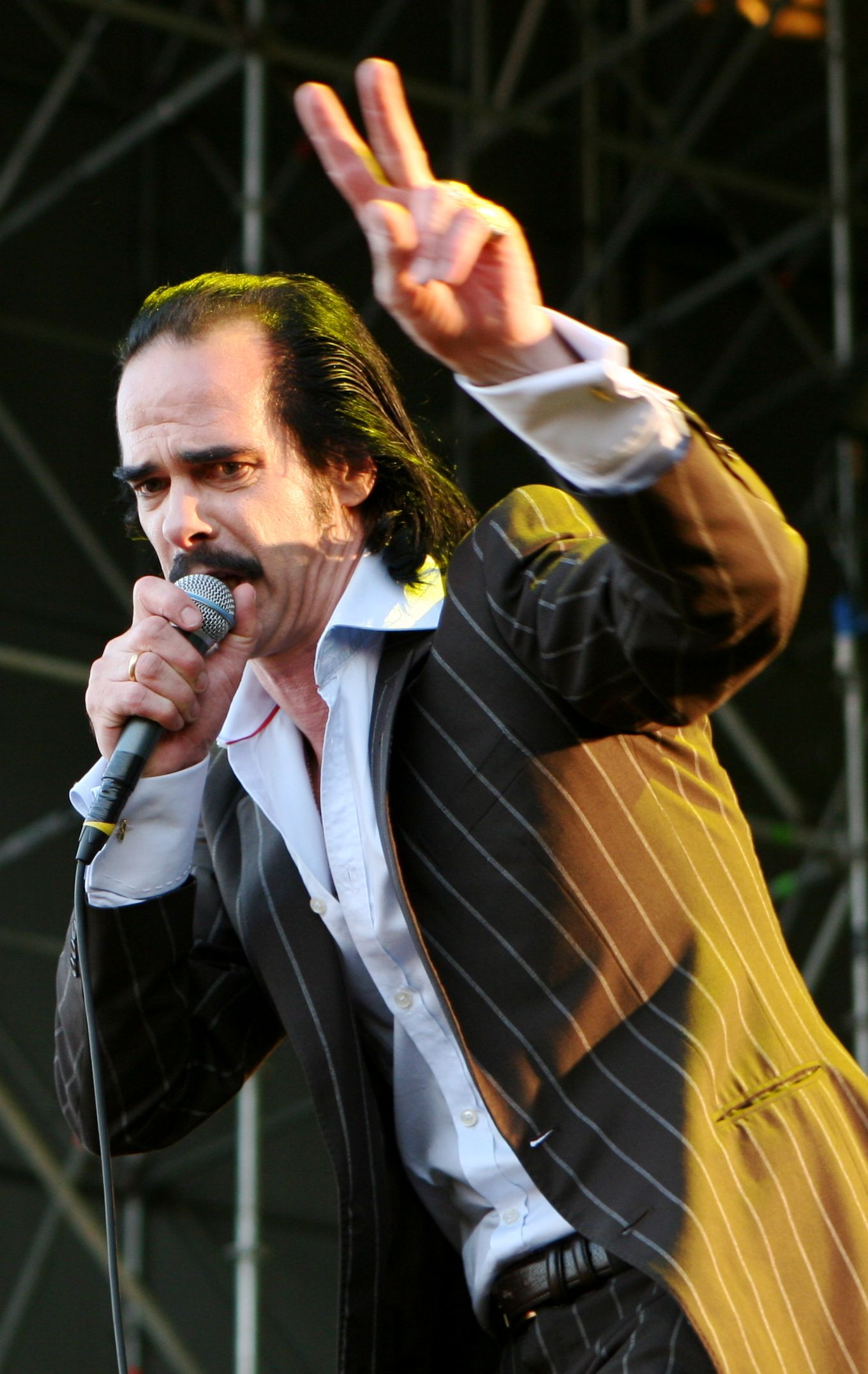
На виступі у 2008 році

- The Birthday Party (Hee Haw) (1980)
- Prayers On Fire (1981)
- Junkyard (1982)
- Mutiny! / Bad Seed (1983)

Nick Cave and the Bad Seeds
- From Her to Eternity (1984)
- The Firstborn Is Dead (1985)
- Kicking Against The Pricks (1986)
- Your Funeral… My Trial (1986)
- Tender Prey (1988)
- The Good Son (1990)
- Henry's Dream (1992)
- I Had a Dream Joe (single) (1992)
- Live Seeds (1993)
- Let Love In (1994)
- Where The Wild Roses Grow (single) (1995)
- Murder Ballads (1996)
- Unknown & Unreleased (1996)
- The Boatman's Call (1997)
- Live at Royal Albert Hall (1998)
- The Secret Life of the Love Song (1999)
- No More Shall We Part (2001)
- Nocturama (2003)
- Abattoir Blues / The Lyre Of Orpheus (2004)
- B-Sides & Rarities (3 CD) (2005)
- Dig, Lazarus, Dig!!! (2008)
- Push the Sky Away (2013)
- Skeleton Tree (2016)
- Ghosteen (2019)
- Wild God (2024)

Nick Cave and Grinderman
- Grinderman (2007)
- Grinderman 2 (2010)

Nick Cave & Warren Ellis
- Carnage (2021)

## Книги
- And the Ass Saw the Angel — Nick Cave (1989) ISBN 1-880985-72-1
- King Ink — Nick Cave (1988) ISBN 1-880985-08-X
- King Ink II — Nick Cave (1997) ISBN 2-84261-053-9
- The Pocket Canons Bible Series: Authorised King James Version: The Gospel According to Mark: Introduction — Nick Cave (1998) ISBN 0-86241-796-1
- Complete Lyrics — Nick Cave (2001) ISBN 0-14-100515-7
- The Death of Bunny Munro — Nicka Cave (2009) ISBN 978-83-7648-231-6